# Écoute le chant du vent
Écoute le chant du vent (風の歌を聴け, Kaze no uta o kike) est le premier roman de l'écrivain japonais Haruki Murakami, paru le 23 juillet 1979 au Japon. Ce premier livre, qui obtient le Prix Gunzō, concours organisé par une prestigieuse revue japonaise, est suivi de Flipper, 1973 puis de La chasse au mouton sauvage, qui forment ce que certains nomment « la trilogie du Rat ».
Écoute le chant du vent ; suivi de Flipper, 1973, sort en France le 14 janvier 2016 chez Belfond.

## Autorisation et révélations
Ce n'est que trente-sept ans après leur première publication, qu'Haruki Murakami autorise la publication à l'étranger de ses deux premiers romans. Aussitôt la première édition en français, de janvier 2016, regroupe les deux titres Écoute le chant du vent et Flipper, 1973.
La préface de l'ouvrage, datée de juin 2014, est rédigée par Haruki Murakami lui-même. Il indique que, jeune patron d'un café-club de jazz, il n'a que peu de temps. Il se lance alors dans l'écriture. Le lecteur apprend que ces deux romans sont écrits sur la table de sa cuisine. À ce titre, l'auteur les dénomme, dans cette préface, Écrits sur la table de la cuisine et les désigne comme des « romans de cuisine ».
Dans cette même préface, Haruki Murakami révèle que bien que Japonais et vivant au Japon il trouve sa langue natale un peu trop touffue pour s'exprimer. De ce fait il décide d'écrire en anglais, langue qu'il ne maîtrise que partiellement en raison d'un vocabulaire restreint. Après quelque temps, le narrateur trouve le style qui lui convient et a le sentiment d'écrire de façon claire, sans artifice et en allant à l'essentiel. Il traduit alors ses deux premiers romans en japonais. Selon ses dires, il s'agit plus d'une adaptation que d'une traduction littéraire.

## Intrigue
En plein été, au bord de la mer, non loin de Tokyo, le narrateur, un jeune étudiant en biologie de vingt-et-un ans philosophe quotidiennement avec son ami, surnommé le Rat, au comptoir du J's Bar, en buvant des bières.
Puis, un matin, le jeune homme se réveille, après une nuit bien arrosée, dans la chambre d'une jeune femme inconnue qui n'a que quatre doigts à la main gauche. Le récit bascule alors dans un merveilleux ordinaire, remède à la mélancolie existentielle.

## Personnages
Les personnages principaux :
- Le narrateur, jeune étudiant en biologie, âgé de 21 ans qui a rencontré son ami « Le Rat » lors d'un accident de voiture.
- Le Rat, ami du narrateur, étudiant, il boit beaucoup de bières, déteste les riches, dit ne lire aucun livre.
- Derek Hartfield, l'écrivain admiré.
- La femme à qui il manque le petit doigt de la main gauche.

Et aussi :
- Le patron du J's Bar, un chinois.
- La femme qui fait des aller-retour dans le J's Bar.
- L'animateur de radio NEB.
- L'ancienne camarade de classe.
- Les trois amours de jeunesse du jeune homme.
- Des marins.

## Prélude initiatique
On trouve, déjà, dans Écoute le chant du vent, le style et l'ambiance propres aux livres de Haruki Murakami : une porosité entre l'univers onirique et la réalité ainsi qu'une écriture simple, populaire, qui s'attache à des événements irréels contés par un narrateur réaliste,.
Ce petit roman philosophique est aussi un prélude initiatique vers l'univers fantastique de l'auteur, une introduction aux œuvres plus étoffées comme Chronique de l'oiseau à ressort, 1Q84,,.

## Réception en France
Dès la parution, en janvier 2016, de Écoute le chant du vent, la presse française réserve à Murakami un accueil globalement très favorable à son premier roman, même si certaines critiques sont plus sévères.

## Édition en langue française
- Haruki Murakami, Écoute le chant du vent ; suivi de Flipper, 1973, (traduction de (ja) Kaze no uta o kike (1979) et de (ja) 1973 nen no pinbōru (1980) par Hélène Morita), Belfond, 2016  (ISBN 9782714460691)